# Mercat al carrer

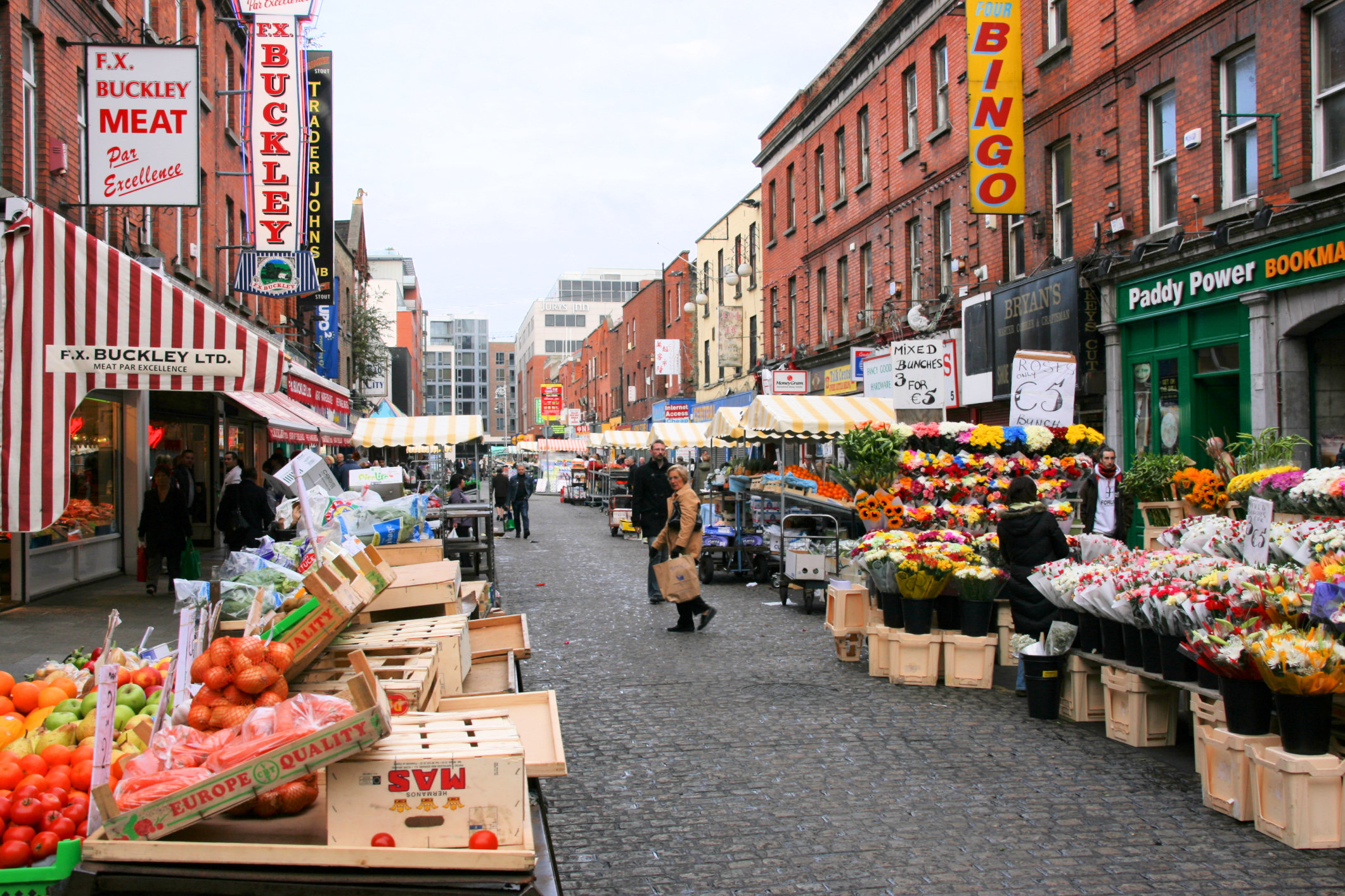
Mercat al carrer de Moore Street a Dublín, Irlanda

Un mercat de carrer o mercat a l'aire lliure, (en castellà mercadillo), amb noms alternatius com: mercat ambulant, mercat de plaça i de vegades mercat solidari, en els casos en què es fa la venda amb motius solidaris, és un mercat que s'instal·la determinats dies de la setmana generalment, al carrer en llocs a l'aire lliure; solen situar-se en llocs públics o cedits per l'ajuntament de la localitat tals com a places, avingudes, aparcaments, etcètera. tanmateix es pot instal·lar tradicionalment en una plaça del mercat o en un poble mercat com Camden town.
Aquesta modalitat de « venda ambulant», de mercats al carrer, té formes molt diferents arreu del món, atesa la gran variabilitat d'instal·lacions i els productes que ofereixen els mercats de carrer. Segons l'anuari de La Caixa del 2015, a Espanya hi havia registrats oficialment, 17.999 mercats al carrer.

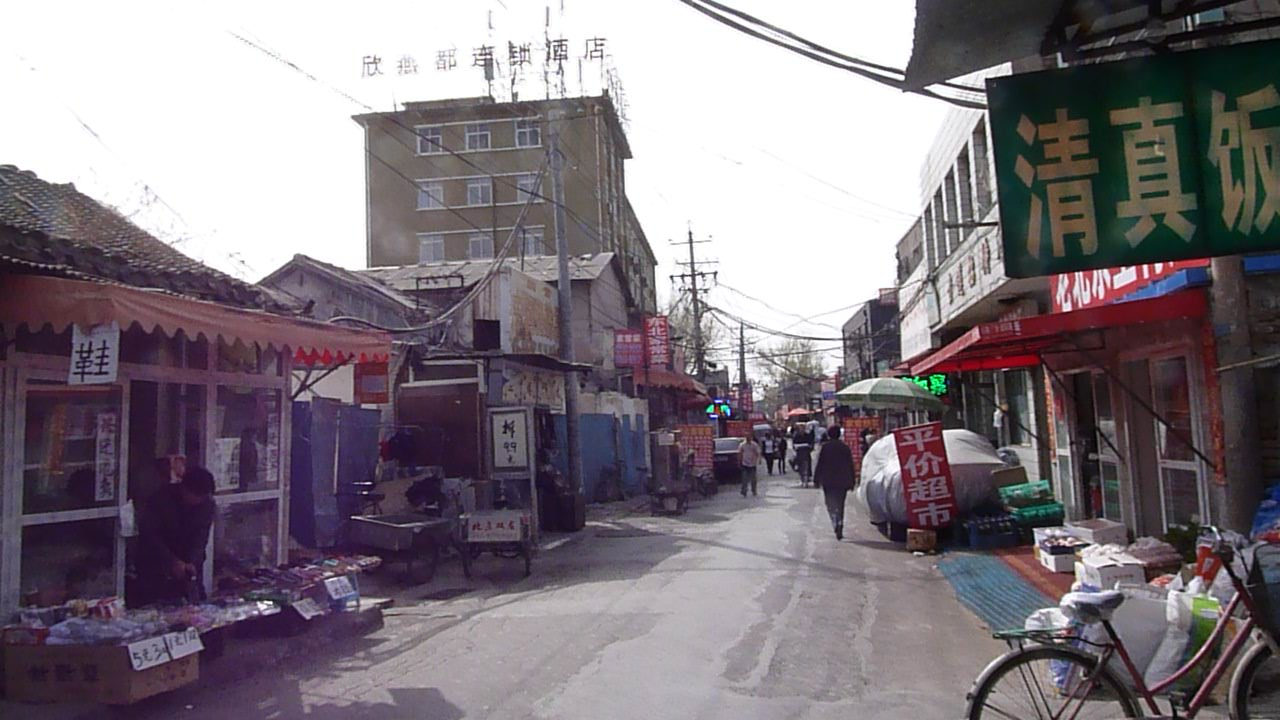
Un mercat ambulant a Pequín.

## Configuració
Alguns comerciants recorren el llarg i l'ample d'un país per assistir als mercats, sovint viatjant durant la nit o a primera hora, convertint les places del mercat i els carrers en llocs vibrants i acolorits. A molts mercats, especialment als llocs més petits, cada comerciant arriba al mercat en el moment previst i l'acumulació és com un rellotge. Com que un comerciant s'ha instal·lat i està preparat per aparcar, un altre tira per construir la seva parada, tot està a punt per vendre quan arribi el públic.

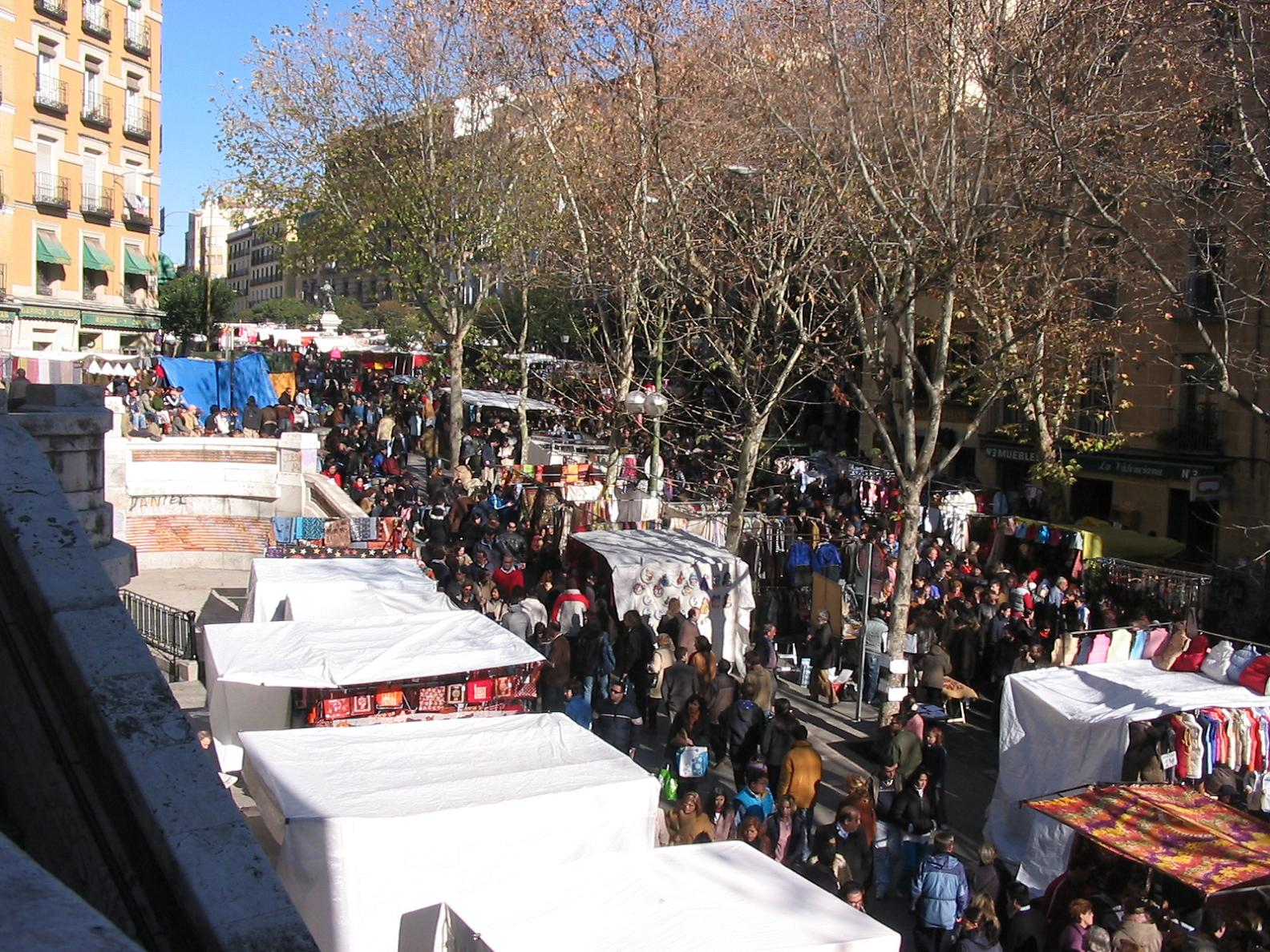
El Rastre de Madrid (Espanya).

## Països hispànics
Les parades solen consistir en paradetes fàcils de muntar, que estan formades per estructures metàl·liques desmuntables sobre les quals es col·loca un tauler a tall de taulell. No obstant això, també es pot col·locar el gènere sobre taules plegables o directament a terra sobre caixes, cistelles o altres recipients.

Els productes que es posen a la venda són molt variats: productes alimentaris, peces de vestir, productes per a la llar, plantes, abaloris, etc. Cada venedor ha de demanar la llicència de venda a l'ajuntament o delegació o municipi, pagar la taxa corresponent i se li assigna un lloc determinat dins del recinte.

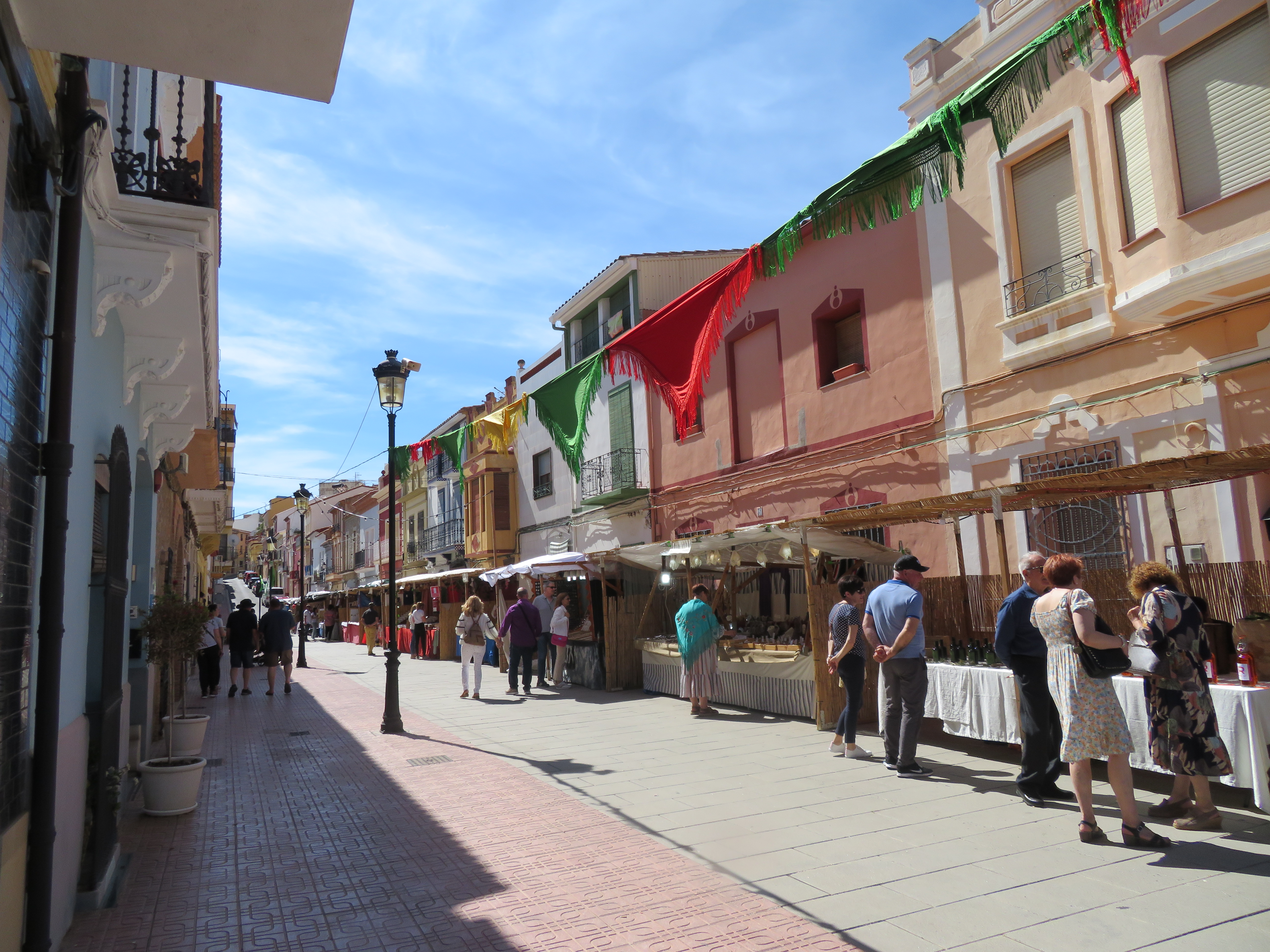
Mercat fira d'oficis, costums, tradicions i productes artesanals

Els mercats de carrer gaudeixen de gran acceptació popular per la seva fama de ganga o regateig, ja que venen productes a menor preu que en els comerços tradicionals. Les raons són variades:
- Les taxes que paguen els venedors per instal·lar-se són menors que els comerços tradicionals.
- No han de fer front a despeses fixes com a llum, aigua, lloguer de local, encara que paguen un vehicle, normalment un furgó, i les seves despeses com el gasoil etc. Avui dia també els obliguen gairebé tots els ajuntaments a contractar una assegurança de responsabilitat civil, pagar les taxes d'ocupació de via pública i d'escombraries industrials, estar donat d'alta al cens d'Hisenda ia la Seguretat Social i estar al corrent de els pagaments.
- Solen ser negocis unipersonals o familiars.
- Els articles posats a la venda solen consistir en restes de sèrie, productes amb tara o productes fora de temporada, antiguitats, excedents de fabricació que s'han comprat directament als fabricants. També venen articles com qualsevol comerç establert amb menor marge de benefici per atraure el públic més gran possible.

De vegades, es denomina també mercats al carrer a alguns mercats estables amb una petita superfície de venda.

### Galeria

Exemples de mercats al carrer
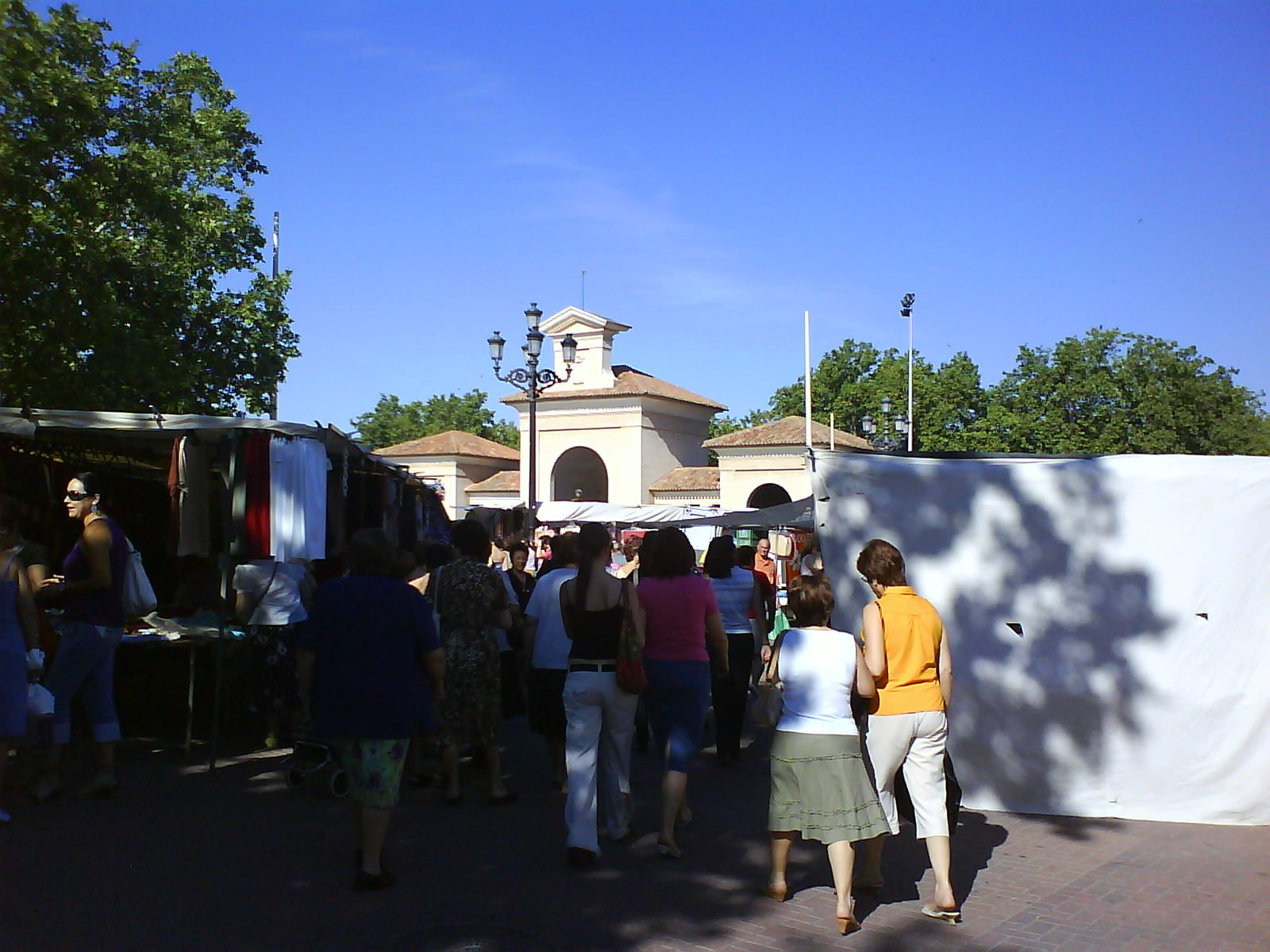
Els Invasors, a Albacete ( Espanya )
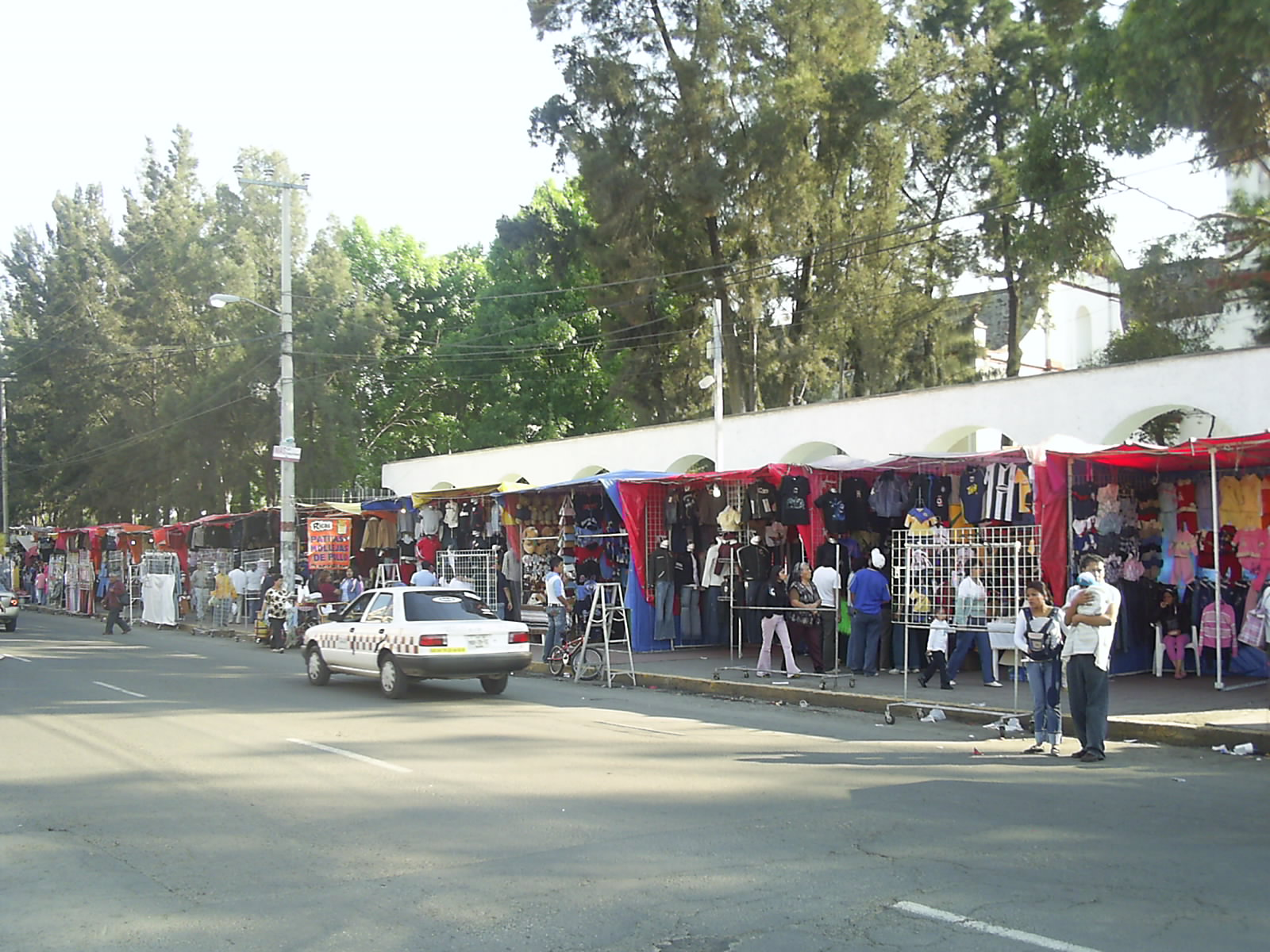
Mercat o tianguis a San Cristóbal Ecatepec (Mèxic)
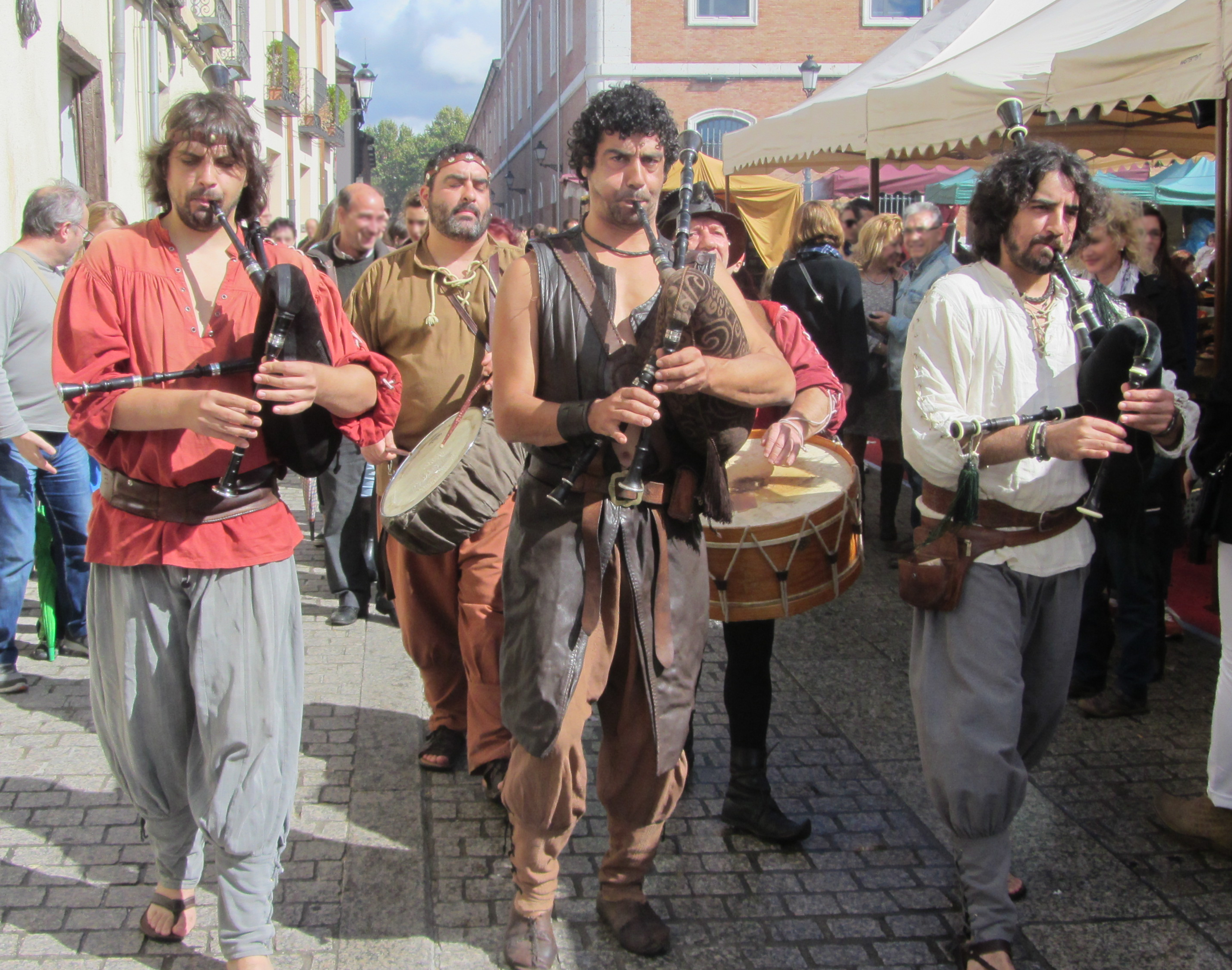
Mercat medieval a Alcalá de Henares
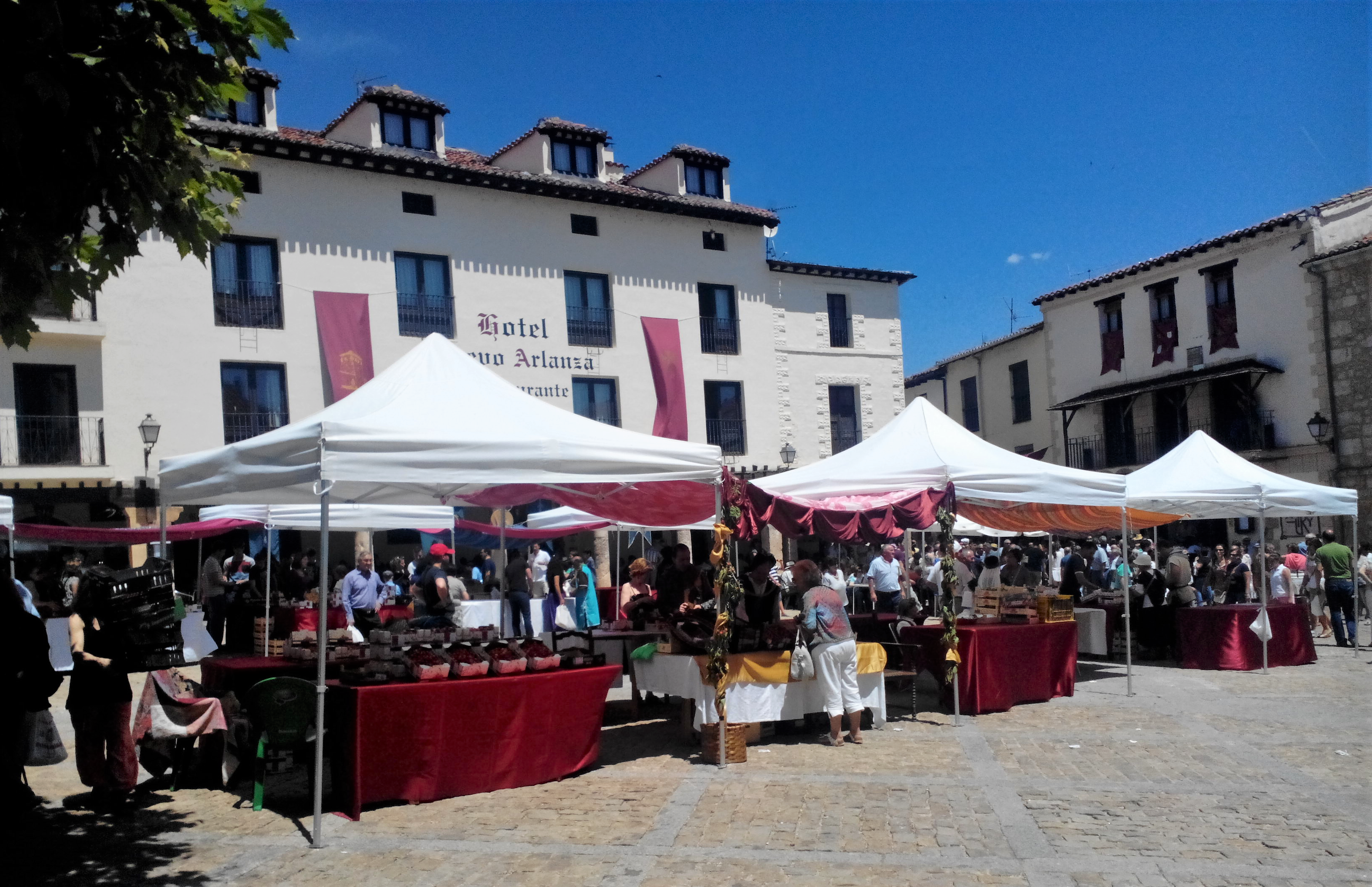
Mercat de la cirera a Covarrubias .
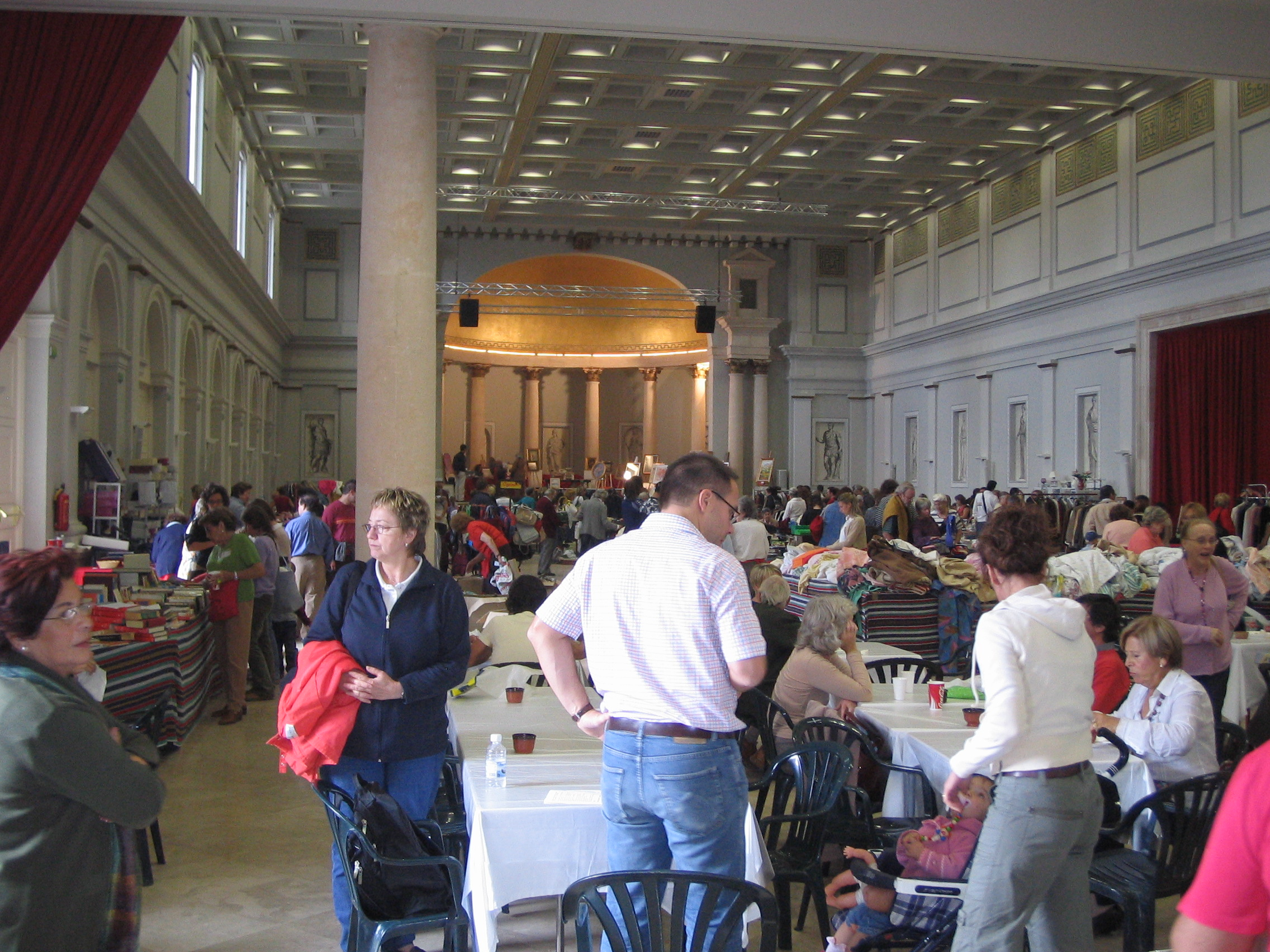
Rastre benèfic a Mallorca (Espanya).
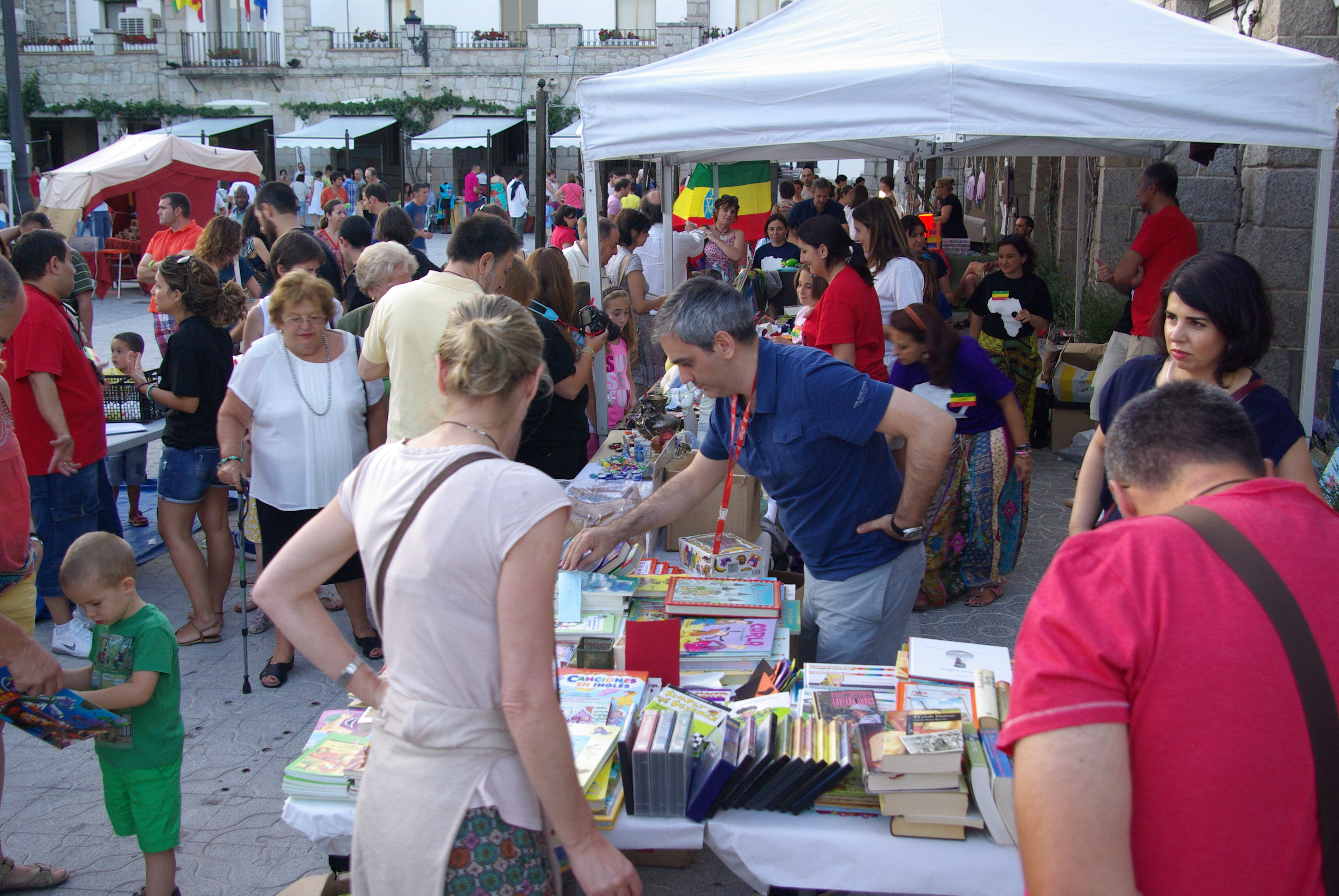
Mercat solidari a Hoyo de Manzanares (Espanya)
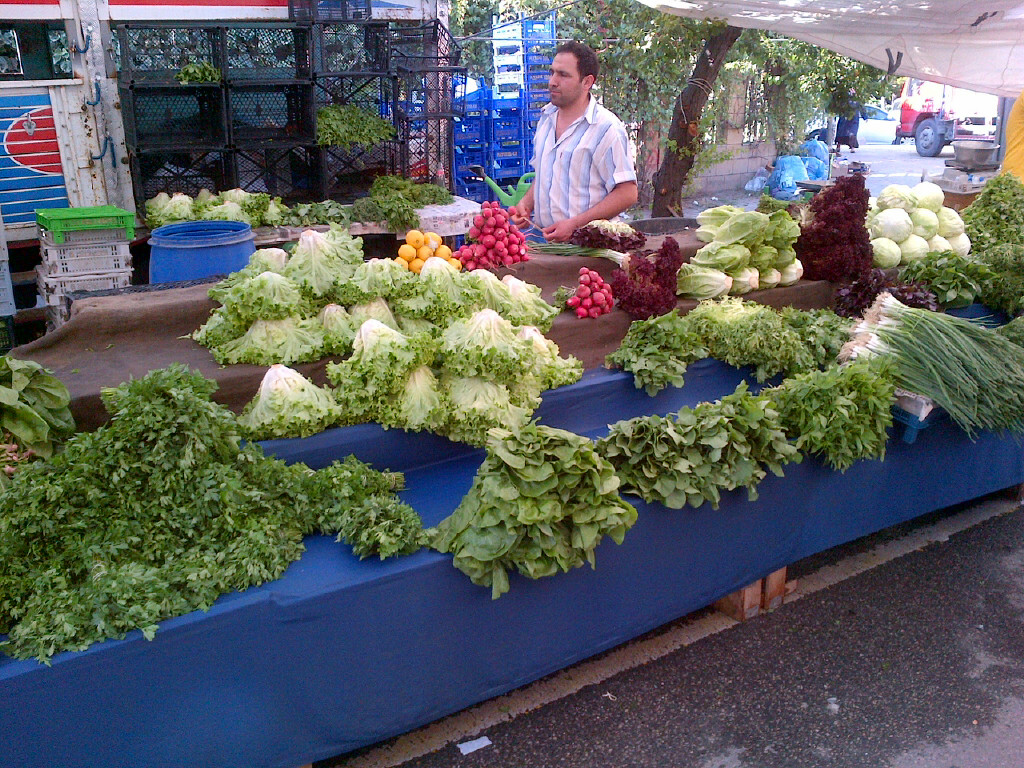
Mercat de fruites i verdures a Göztepe ( Kadıköy, Istanbul )
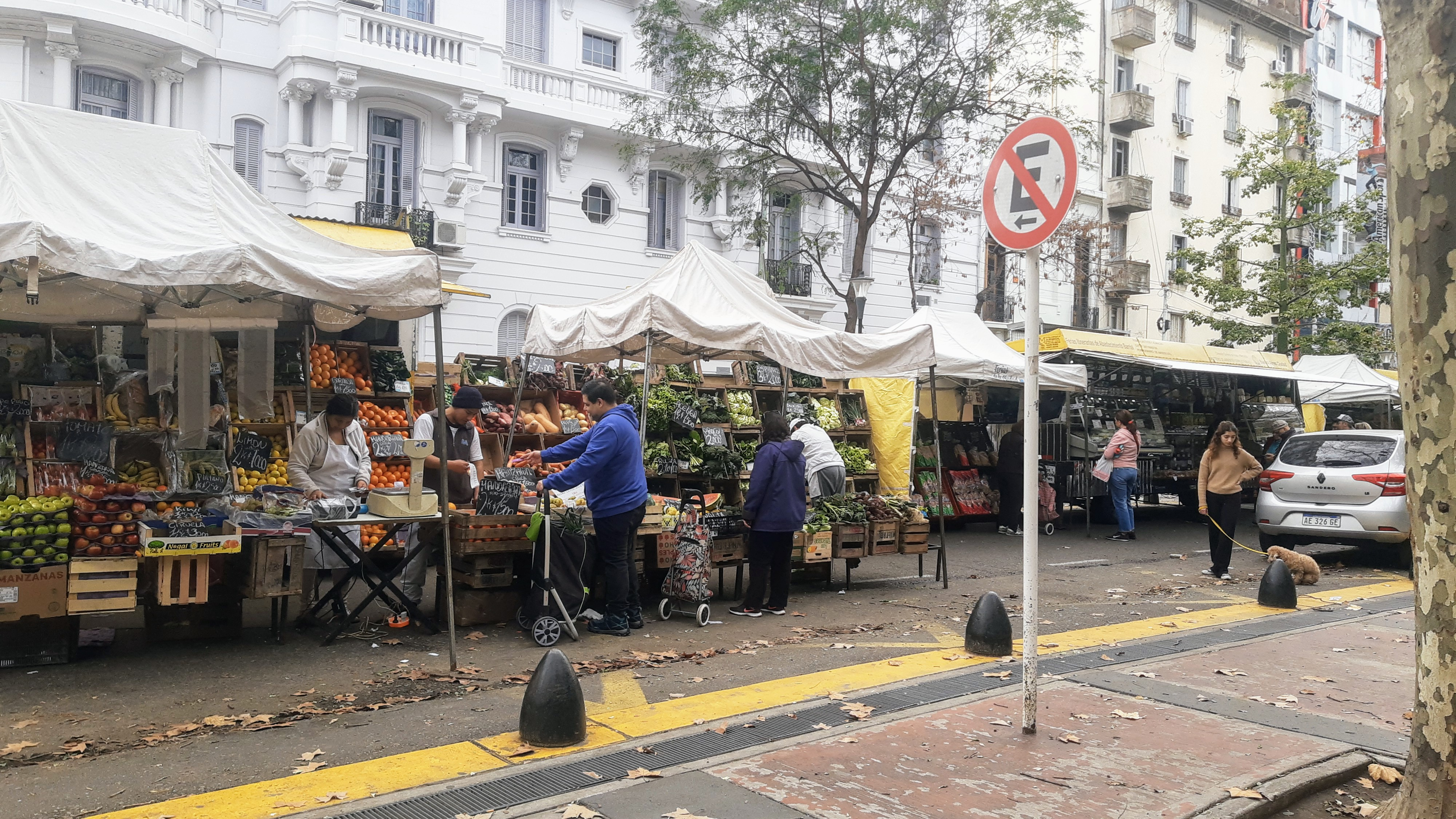
Fira itinerant al barri d'Almagro, Buenos Aires .

## Regne Unit

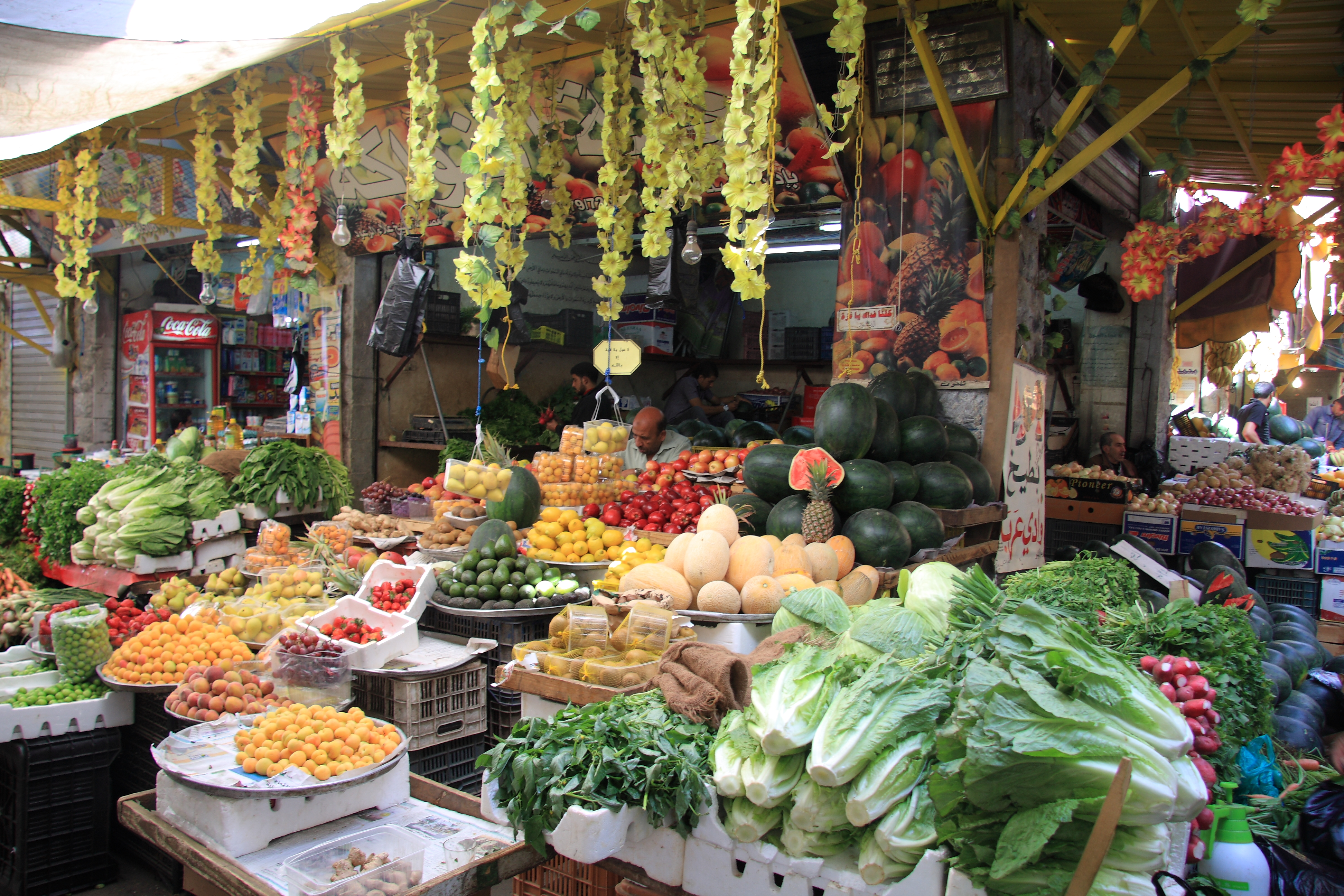
Souq d'Amman, Jordània

### Els comerciants del mercat al carrer
Com a primera forma real de venda al detall, no ha canviat gaire. Molts han provat amb el comerç de mercat al carrer i alguns han fet grans fortunes, Marks and Spencers, Tesco, New Look van començar des d'un carretó o una parada al carrer. La vida és dura i els horaris poden ser molt llargs, però hi ha certes famílies que s'han implicat en la indústria, des de fa moltes generacions i normalment vinculades al mateix ofici o línia. Halkets és un d'aquests, amb seu al voltant de Stoke-on-Trent, és famós per vendre "olles" (xineses i ceràmiques) als mercats i fires a tot arreu del país. Benjamin és també un altre antic cognom relacionat amb els mercats i fires, aquests sembla que encara funcionen per les zones de Londres i Oxford i es dediquen a la venda de petits articles de pell, bosses de mà i equipatge.

#### Llicència
Els comerciants poden tenir llicència per vendre en un sol camp, però no a nivell nacional o quan es negocien en terrenys privats. Això ha provocat una disminució de la confiança en la reputació dels mercats al carrer. The Market People ha creat un esquema voluntari, amb el suport de la National Association of British Market Authorities (NABMA) per abordar-ho. Proporciona als consumidors la traçabilitat dels béns venuts i dels comerciants i , així com la possibilitat de  contactar amb ells i poder-los valorar. Un MarketPASS s'emet a un operador o comerciant un cop ha aportat un justificant d'identitat, una assegurança i, si escau, un certificat d'higiene.

### Mercats i fires concertades d'Anglaterra
Molts dels mercats històrics més antics porten una "carta" que atorga a aquest mercat en particular certs drets i protecció. Per exemple, un altre mercat no es pot celebrar el mateix dia a una distància determinada d'un "mercat noliejat". Aquests van ser atorgats pels reis als mercats i fires d'arreu d'Anglaterra i, fins avui, estan custodiats per comerciants registrats.

## Londres
Entre alguns exemples de mercats a l'aire lliure hi ha Berwick Street Market, Broadway Market, Camden Market, East Street Market, Petticoat Lane i Portobello Road Market . El més popular per articles de menjar és Borough Market, que ven la majoria de productes frescos a part de tenir una fleca pròpia.

## Països nord-americans

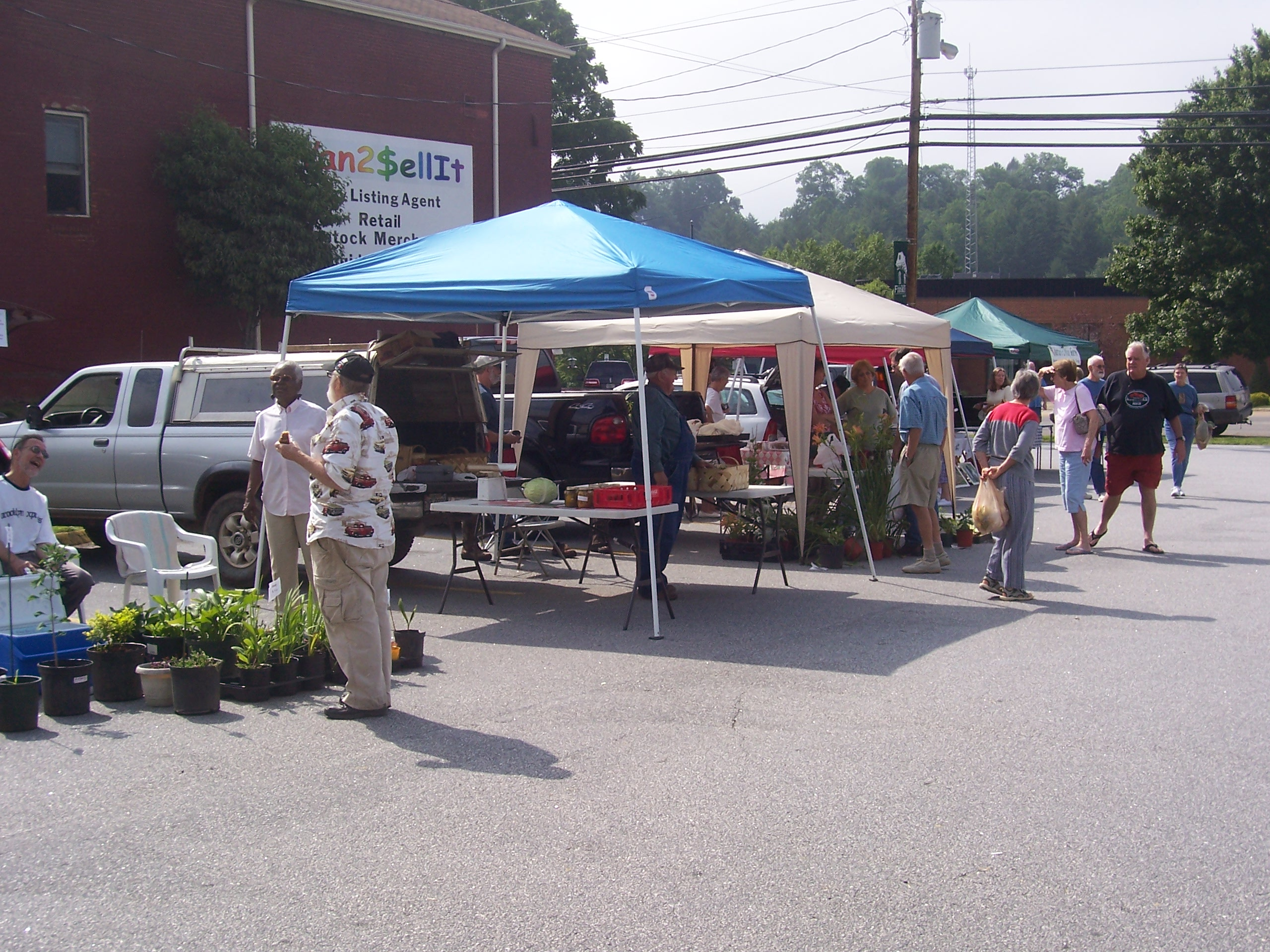
Part del Franklin Tailgate Market, un mercat d'agricultors a Franklin, Carolina del Nord

Als Països nord-americans, els  mercats de productors se solen fer també a l'aire lliure, en espais públics, on els agricultors locals poden vendre els seus productes al públic. Actualment estan proliferant tant als Estats Units com al Canadà

## Turquia
Els mercats ambulants s'anomenen breument pazar en turc i solen rebre el nom del dia en que obren, ja que només s'instal·len cap a les 05:00 d'aquest dia específic i acabaven el mateix dia cap a les 18:00, cada setmana. Cada districte de Turquia té el seu propi mercat obert on la gent pot triar i comprar entre una gamma molt àmplia de productes, des de fruites i verdures fresques fins a roba, des del formatge blanc tradicional (que algunes persones poden considerar com feta ) fins a articles per a la llar. A la zona d'Istanbul, el dimecres Pazar del districte Fatih, el dimarts Pazar de Kadıköy i el divendres Pazar d'Ortaköy són els mercats oberts més famosos i concorreguts de la ciutat. Turquia també té alguns mercats tancats o mig oberts molt actius com Kapalıçarşı o Spice Bazaar .

## Hong Kong

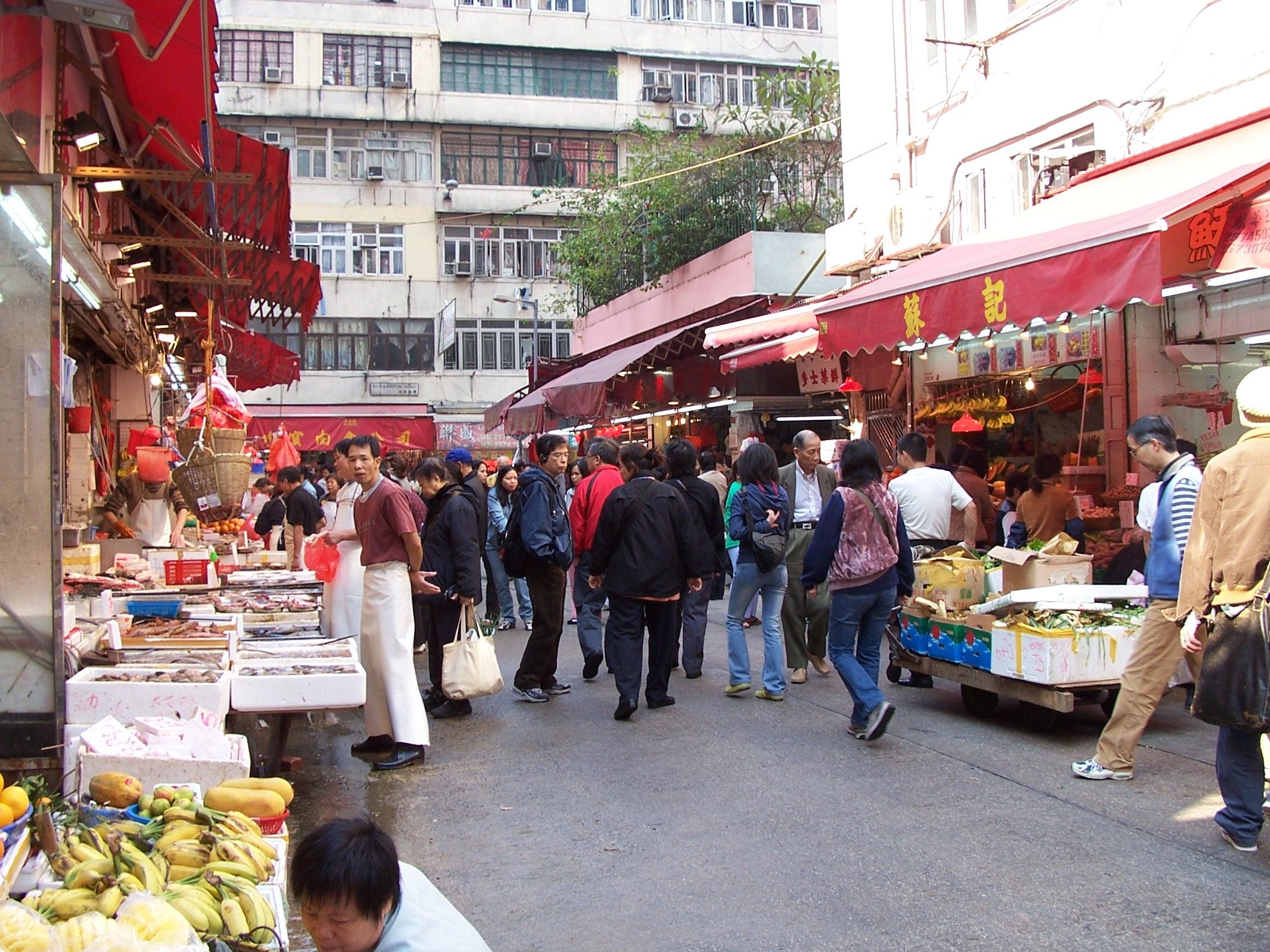
Mercat al carrer a Hong Kong el Boxing Day 2006

Els mercats ambulants a Hong Kong se celebren tots els dies excepte algunes festes tradicionals xineses com l'Any Nou xinès . Les parades obertes a tots dos costats d'un carrer han de tenir llicències emeses pel govern de Hong Kong . A Hong Kong hi ha mercats ambulants de diversos tipus, com ara aliments frescos, roba, aliments cuinats, flors i fins i tot electrònica. La forma més antiga de mercats es coneix com Gaa si . Alguns d'ells s'estan substituint gradualment per centres comercials, mercats en edificis de serveis municipals i supermercats, mentre que alguns es van convertir en atraccions turístiques com Tung Choi Stree i  Apliu 

## Grècia
Els mercats ambulants a Grècia s'anomenen laikes agores (λαϊκές αγορές) en plural, o λαϊκή αγορά (laiki àgora) en singular, que significa "mercat de la gent". Són molt comuns a tota Grècia, incloent la capital, Atenes, i els seus suburbis. Els mercats matinals regulars (setmanals) venen majoritàriament productes frescos de cooperatives agrícoles: fruites, verdures, peix i flors/plantes. També hi ha alguns articles per a la llar i aliments preparats.
Els mercats ambulants anuals (panigyri(a)) tenen lloc al voltant de les esglésies el dia del seu sant patró. Aquests tenen lloc al vespre i tenen un caràcter més festiu, sovint amb atraccions i parades de menjar. Els productes venuts van des de roba i complements fins a articles per a la llar, mobles, joguines i quincalles. Atenes també té diversos basars/mercats tancats.

## Mercat solidari
Un mercat de carrer solidari és un mercat temporal no periòdic que se celebra amb la finalitat de recaptar fons per a ONGs, accions solidàries, ajudes a persones o col·lectius desafavorits, etc.
En el concepte bàsic no difereix d'un mercat de carrer normal, la seva ubicació sol ser un lloc públic cedit per algun organisme públic o fundació, encara que pot celebrar-se fins i tot en locals, associacions culturals, col·legis, recintes tancats, etc. i els seus llocs estan construïts amb estructures metàl·liques o simples taulers conformant taules. Les diferències amb els mercats de carrer tradicionals són:
- Els productes a la venda són donacions de particulars o artesanies realitzades per voluntaris
- Normalment cal presentar un dossier a l'organisme públic explicant la finalitat dels fons que es pretenen recaptar.
- Pel caràcter solidari, no és freqüent que es paguin taxes a l'ajuntament.
- Generalment, els mercats ambulants solidaris són més petits arribant a conformar una sola taula o lloc
- El seu caràcter no professional i fins i tot improvisat fa que aquests es muntin a una vorera, plaça, descampat, etc. sense demanar permisos ni autorització.